# Уракадзэ (1940)
Уракадзэ (яп. 浦風 морской ветер) — японский эсминец типа «Кагэро». В военно-исторической литературе распространено название Уракадзе Одиннадцатый по счёту из 19 эсминцев типа «Кагэро», построенных в 1937—1941 годах на японских верфях для Императорского Флота Японии в рамках «Третьей программы расширения военно-морских вооружений» (Maru San Keikaku).

## Предыстория
Эскадренные миноносцы типа «Кагеро» были внешне практически идентичны эсминцам типа «Асасио», но с улучшениями, сделанными японскими конструкторами. Они были разработаны, чтобы сопровождать японские главные силы и отражать нападения ВМС США в дневное и ночное время по мере продвижения через Тихий океан, в соответствии с японскими военно-морскими стратегическими прогнозами. Несмотря на то что эсминцы типа «Кагеро» относились к одним из самых мощных кораблей своего класса в мире в момент их завершения, только один из 19 построенных выжил во время войны на Тихом океане.

## История
Заложен в 1939 году на верфи Uraga Dock, Йокосука. Спущен 10 апреля 1940 года, вошёл в строй 15 декабря 1940 года.
Сопровождал соединение, атаковавшее Пёрл-Харбор. Активно принимал участие в сражении у Соломоновых островов. 26 октября 1942 года, под командой капитана 2-го ранга Дзюити Ивагами, в составе 10-го дивизиона эсминцев входил в Передовой отряд Ударного авианосного соединения (командующий адмирал — Тюити Нагумо) в бою у островов у Санта-Крус. После боя сопровождал на базу на острове Трук повреждённый тяжелый крейсер «Тикума».
Участвовал в сражениях за Филиппины в 1944 году. 9 июня 1944 года «Уракадзэ», недалеко от Тави-Тави спас 126 выживших членов экипажа эсминца «Таникадзэ» во главе с командиром коммандер-лейтенантом Икедой, который был потоплен подводной лодки USS Harder. Во время Битвы на Филиппинском море «Уракадзэ» помогал спасать моряков авианосца «Сёкаку», который был потоплен подводной лодкой USS Cavalla.
21 ноября 1944 года «Уракадзэ» был торпедирован американской подводной лодкой USS Sealion и затонул со всем экипажем в 65 милях (105 км) к северо-северо-западу от Цзилуна (Тайвань) в точке 26°09′ с. ш. 121°23′ в. д.. Удалён из списков флота 10 января 1945 года.